# Laheycourt
Laheycourt ist eine französische Gemeinde mit 354 Einwohnern (Stand 1. Januar 2022) im Département Meuse in der Region Grand Est (bis 2015 Lothringen). Sie gehört zum Arrondissement Bar-le-Duc und zum Kanton Revigny-sur-Ornain.

## Geographie
Die Gemeinde liegt im Westen Lothringens, etwa 18 Kilometer nordwestlich von Bar-le-Duc. Das Flüsschen Chée fließt in westlicher Richtung durch Laheycourt.
Nachbargemeinden von Laheycourt sind Lisle-en-Barrois im Nordosten, Villotte-devant-Louppy im Osten, Louppy-le-Château im Südosten, Villers-aux-Vents im Süden, Noyers-Auzécourt im Westen sowie Sommeilles im Nordwesten.

## Geschichte
Die Gemeinde trug im 18. und 19. Jahrhundert mit Laheicourt (1793) und La Heycourt (1801) gleich klingende Ortsnamen.

## Einwohnerzahlen
| Jahr      | 1962 | 1968 | 1975 | 1982 | 1990 | 1999 | 2007 | 2019 |
| Einwohner | 295  | 343  | 324  | 416  | 445  | 373  | 392  | 379  |

Quellen: EHESS & INSEE

## Trivia
Im April 1983 stürzte der 57 m hohe Glockenturm der katholischen Kirche Saint-Agnan gegen Mitternacht ein, ohne ersichtlichen Grund und ohne Personenschaden zu verursachen. In der Folge wurde die alte Kirche abgebrochen und durch einen Neubau ersetzt.

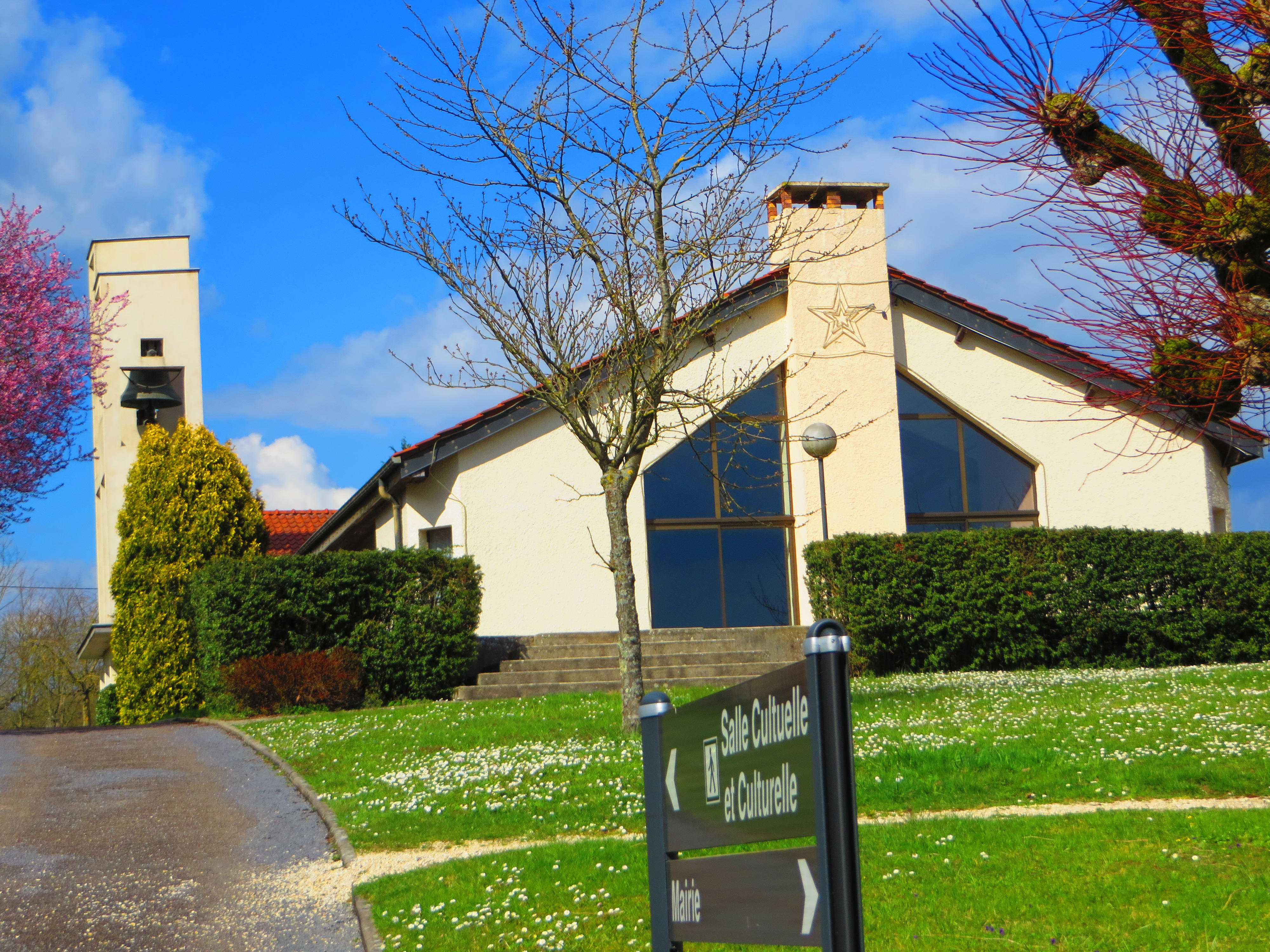
Kirche Saint-Agnan